# 킵차크어
킵차크어는 중세 킵차크인들이 사용하던 튀르크어족 언어를 가리킨다. 오늘날의 킵차크어파의 조상 언어 중 하나이다.
킵차크어는 금장한국이 지배하는 땅에서 공용어로 사용되었다. 킵차크어의 후손은 오늘날의 동유럽과 캅카스 지역의 튀르크계 언어의 절대다수를 이룬다.

## 역사
킵차크족은 9세기에 이르티시강을 넘어 오구즈족을 몰아내고 서쪽의 스텝(오늘날의 카자흐스탄) 지역으로 이주하였고, 11세기부터는 일부 분파가 유럽으로 이주해오기 시작했다. 특히 다뉴브강과 볼가강 하류 사이에 살던 쿠만인이 사용하던 언어를 쿠만어 또는 폴롭치어(Polovtsian)라고 하는데, 킵차크어와 동일하게 여겨지기도 하고 별개로 여겨지기도 한다. 그래서 동쪽의 카자흐어는 쿠만어에서 유래한 언어들과는 분리된 특성을 보인다.
13세기 초 몽골계 금장 한국에서 다양한 킵차크어 방언이 사용되었는데, 과거 불가르어를 쓰던 볼가 불가르족(혹은 카잔 타타르), 아스트라한 타타르, 발카르족, 바쉬키르족 그리고 금장한국 시대 몽골인 관료들에게 킵차크어가 채택되었다.

## 같이 보기
- 쿠만어
- 카자흐어